# René Kramer (Handballspieler)
René Kramer (* 8. April 1969 in Leoben) ist ein  Österreichischer Handballtrainer und ehemaliger Handballspieler.

## Karriere

### Spieler
Kramer begann in seiner Jugend bei Union Leoben Handball zu spielen. Mit 18 Jahren wechselte der Kreisläufer zum HC Bruck. Von 1990/91 bis 1995/96 stand er bei HC SAG Graz unter Vertrag. 1996/97 wechselte Kramer wieder zum  HC Bruck und feierte mit dem Team in dieser Saison den Meistertitel. 1997/98 konnte der Titel verteidigt werden. 2000 beendete der Rechtshänder seine Karriere als Spieler.

### Trainer und Funktionär
Im Jahr 2000 begann Kramer, sich als Trainer einer Landesligamannscahft und im Jugendbereich zu engagieren.Von 2003/04 bis 2009/10 trainierte er die Kampfmannschaft des HC Bruck. Parallel betreute er von 2008 bis 2014 die österreichische Männer-Handballnationalmannschaft des Jahrgangs 1992. 2010/11 bis 2015/16 war er beim HC Bruck sportlicher Leiter und betreute die Bereiche Kampfmannschaft und alle Jugendmannschaften. 2016 schloss er die Ausbildung zum EHF-Mastercoach ab.
2017/18 übernahm er das Traineramt des italienischen Handball-Erstligisten SSV Brixen. Im Februar 2019 wurde Kramer vom SSV Brixen entlassen. 2021/22 wurde Kramer vom österreichischen Erstligisten HSG Graz verpflichtet. Im Mai 2024 wurde der Vertrag einvernehmlich aufgelöst. Seit 2024/25 ist Kramer Trainer von Handball Sportunion Leoben, die aktuell an der HLA Challenge teilnimmt.

## Erfolge
- HC Bruck
  - 4. Platz bei der Handball Super Globe (Klub-Weltmeisterschaft) mit dem HC Bruck an der Mur 1997 in Wiener Neustadt, Österreich
  - 2 × Österreichischer Meister 1996/97, 1997/98

## Auszeichnungen
- 1997: Mannschaft des Jahres in der Steiermark
- 2015: Landesverdienstzeichen in Silber vom Land Steiermark